# Anasztaszija Kosztyantinyivna Prihogyko
Anasztaszija Kosztyantinyivna Prihogyko (ukránul: Анастасія Костянтинівна Приходько; Kijev, 1987. április 21. –) ukrán énekesnő.

## Élete
A kijevi Nemzeti Szépművészeti Egyetemen népdaléneklést és kórusvezetést tanult. Fuvolán, gitáron és zongorán játszik, részben maga komponálja a dalait. Ismertségét a Фабрика звёзд (Fabrika Zvjozd, magyarul "Csillaggyár") nevű orosz tehetségkutató műsor hetedik szériájában elért győzelmének köszönheti.
2009. május 16-án vett részt Oroszország színeiben a 2009-es Eurovíziós Dalfesztiválon. "Мамо" (Anya) című popballadájával 11. helyezést ért el, melynek zenéjét producere és mentora, Kosztyantin Meladze szerezte. Ez a dal orosz versszakokkal és ukrán refrénnel rendelkezik, ami miatt Oroszország hozzájárulása erősen vitatott volt. 91 pontot kapott és így a középmezőnyben landolt, csekéllyel az örmény Inga & Anush Jan Jan című száma mögött, mely a végén 92 pontot ért el; de szorosan honfitársa, Szvitlana Loboda előtt, aki 76 pontjával a 12. helyet szerezte meg Ukrajna részére.
Anasztaszija tulajdonképpen szülőföldje, Ukrajna nevében szeretett volna belépni a versenybe, de egy szabály megsértése miatt diszkvalifikálták. Amikor azonban a rövid ideig tartó orosz selejtezőn vett részt, tizenöt versenyzővel szemben érvényesíthette önmagát.
2011-ben ismét részt próbált venni szülőföldje színeiben a Dalversenyen, de az ukrán nemzeti előválogatón az "Action" című elektropop dalával a nyolcadik helyet szerezte meg a huszonegy fős döntőben. Ukrajnát végül Mika Newton képviselte "Angel" című popballadájával, aki a Dalverseny döntőjében hazájának a negyedik helyet szerezte meg.